# Oberhemer
Oberhemer ist eine ehemalige selbstständige Gemeinde im Kreis Iserlohn, die sich 1910 mit Niederhemer zur Gemeinde Hemer zusammenschloss. Seit der kommunalen Neuordnung, die am 1. Januar 1975 in Kraft trat, ist Oberhemer ein Stadtteil der neuen Stadt Hemer.

## Geschichte
Eine Siedlung in Oberhemer bestand seit dem frühen Mittelalter in Form eines Oberhofes des Klosters Grafschaft. Der als Hedhof bezeichnete Adelssitz blieb bis ins 18. Jahrhundert bestehen, war 1755 allerdings schon in weiten Teilen verfallen. Daraufhin tauchte der Name nicht mehr auf; die Besteckfirma Clarfeld  übernahm das Grundstück.
Ab 1647 gehörte Niederhemer zum Gericht Hemer; unter Napoleon wurde es Teil der Mairie, später Teil der Bürgermeisterei Hemer. 1841 wurde das Amt Hemer mit den zentralen Gemeinden Ober- und Niederhemer gegründet. Diese beiden Gemeinden wurden am 1. April 1910 zur neuen Landgemeinde Hemer vereint.
Anfang des 20. Jahrhunderts war Oberhemer im Gegensatz zu vielen anderen Amtsgemeinden industriell geprägt. Die metallverarbeitende Industrie (Walzwerke, Schrauben, Nieten usw.) hatte dort ihre Schwerpunkte. Da sich die Sozialstruktur des ebenfalls industriell geprägten Niederhemer im Vergleich zur Nachbargemeinde aber immer weiter verschlechterte, wurde eine Vereinigung erfolgreich vorangetrieben.

### Einwohnerentwicklung
| Datum | Einwohner |
| ----- | --------- |
| 1872  | 1091      |
| 1885  | 1367      |
| 1895  | 1976      |
| 1900  | 2299      |
| 1904  | 2542      |
| 1905  | 2686      |
| 1907  | 2849      |